# 格拉对话/社会主义对话
格拉对话/社会主义对话（德語：Geraer Dialog/Sozialistischer Dialog，缩写为GD/SD）是德国左翼党的一个派系。其名称源于2002年10月在格拉举行的民主社会主义党代表大会，会上左翼力量首次在民主社会主义党中占据主导地位。根据2017年宪法保护报告，未能确定其确切的成员数量。该派系被认为是左翼党内较小的派系之一

。
2003年2月1日，“格拉对话”派系在柏林成立。尽管做出了诸多努力并吸引了不少成员，格拉对话在2003年6月28日的民主社会主义党柏林特别代表大会上未能获得影响力，对立的“现实政治”派系（如改革左翼网络）占据了上风，一些偏左翼的代表未能重新当选为执行委员会委员。在此次挫败以及2003年底通过新党纲之后，格拉对话内部展开了关于未来走向的激烈讨论。一方面，格拉对话改名为“格拉对话/社会主义对话”；另一方面，该派系开始更加向外部拓展影响，而不仅仅局限于民主社会主义党内部。经过这些讨论，许多人退出民主社会主义党和格拉对话/社会主义对话，因为他们认为通过建立“左翼党”而重建社会主义政党的计划是失败的。此后，该派系逐渐稳定下来，并积极与劳动和社会公正—选举替代一起推动尽可能左倾的党派重组计划。2007年，民主社会主义党与劳动和社会公正—选举替代合并为左翼党后，格拉对话/社会主义对话成为左翼党的派系之一。
德国联邦宪法保卫局在其2008年报告中将格拉对话/社会主义对话称为左翼党内“极端力量的汇集地”。这一评估具体基于2008年2月9日在卡塞尔举行的格拉对话/社会主义对话成员大会的决议，大会决定坚定支持马克思主义。2014年宪法保护报告指出：“格拉对话/社会主义对话致力于在党内加强和传播马克思主义—社会主义的立场，并呼吁社会发展朝着社会主义方向进行根本性转变。”随后的报告中也包含类似的评论。多年来，格拉对话/社会主义对话一直受到联邦宪法保卫局的监控，许多党内成员或议员也同样受到监视。